# Język uab meto
Język uab meto, także: meto, atoni, timorski lub zachodniotimorski (pejoratywna nazwa: dawan) – język austronezyjski używany na wyspie Timor (Timor Zachodni, Indonezja oraz Timor Wschodni – dystrykt Oecusse). Posługuje się nim ok. 800 tys. osób (2009–2011), z czego 75 tys. osób to użytkownicy wschodniotimorskiego wariantu baikeno.
Jest silnie rozdrobniony wewnętrznie, tworząc złożone kontinuum dialektalne; nie wszystkie jego odmiany są dobrze wzajemnie zrozumiałe. Użytkownicy poszczególnych odmian mają jednak wspólną tożsamość językową (określając swój język jako „uab meto”, „meto”, „bahasa timor”). Najbardziej wysunięty na zachód punkt kontinuum stanowi amarasi, który został sklasyfikowany jako odrębny język.
Określenie „dawan” uchodzi za pejoratywne. Zostało najpewniej zaczerpnięte z któregoś z sąsiednich języków; od słowa oznaczającego tyle, co „wróg”. Nazwa ta również jest spotykana wśród użytkowników uab meto.
W użyciu są także języki indonezyjski i malajski Kupangu, a w Timorze Wschodnim – tetum (w dialekcie tetun-dili) i portugalski.
Pierwsze dane leksykalne dot. uab meto pochodzą z II poł. XIX w. Obszerniejsze materiały z XX w. (Pieter Middelkoop) obejmują zbiory tekstów, skrótowy opis gramatyki, a także nieopublikowany słownik. Jest zapisywany alfabetem łacińskim. Na ten język przełożono Pismo Święte. 